# Ida Noddack
Ida Eva Noddack, född Tacke 1896 i Lackhausen vid Wesel, död 1978 i Bad Neuenahr, var en av de första kvinnorna som studerade kemi i Tyskland.

## Biografi
Vid 23 års ålder tilldelades hon Berlins tekniska universitets förstapris i kemi och metallurgi. Vid samma universitet doktorerade hon två år senare, 1921, med avhandlingen Über Anhydride höherer aliphatischer Fettsäuren ("Om högre alifatiska fettsyreanhydrider"). Tillsammans med sin blivande man, Walter Noddack, sökte hon de då ännu oupptäckta ämnena 43 och 75 i periodiska systemet. År 1925 hävdade Ida Noddack, endast 29 år gammal, att hon tillsammans med Walter Noddack och Otto Berg hade funnit det de letade efter. Ämnena gavs namnen rhenium (75) och masurium (43). Av dessa två anses endast upptäckten av rhenium godkänd och grundämne 43 anses inte ha upptäckts förrän 1947 (av Emilio Segrè och Carlo Perrier, som gav det namnet teknetium).
Ida och Walter Noddack gifte sig ett år senare, 1926, och fortsatte forska tillsammans. De skrev drygt 100 artiklar tillsammans.
År 1934 försökte den italienske fysikern Enrico Fermi, genom att bombardera uran och torium med neutroner (vars existens James Chadwick lyckats fastställa 1932), framställa transuraner (grundämnen med atomnummer högre än 92). Ida Noddack kritiserade dock Fermis antagande i sin artikel Über das Element 93 ("Om grundämne 93"). I denna skrev hon att "Det är tänkbart att, vid beskjutning av tunga kärnor med neutroner, dessa kärnor slås sönder till flera större fragment som är isotoper av kända ämnen, men inte grannar till det bestrålade ämnet". Härmed förutspådde Ida Noddack det som senare skulle bli känt som kärnklyvning (fission). Hennes artikel blev dock i stort ignorerad och inga försök gjordes; förrän 1938 då Otto Hahn och Fritz Strassmann utförde sådana i Berlin och då kunde konstatera att fission kan åstadkommas genom neutronbombardemang. Noddack nämndes inte i Hahn och Strassmanns artikel, vilket hon beklagade sig över.
Fyra gånger blev Ida Noddack (maken några gånger fler) nominerad till Nobelpriset i Kemi, först av Walther Nernst och Karl L. Wagner 1933, därefter av Wolf J. Müller 1935 och slutligen av Anton Skrabal 1937. Under sin livstid utsågs hon dessutom till hedersdoktor i naturvetenskap vid Hamburgs universitet, ledamot av Leopoldina 1937, samt därutöver hedersledamot av ett antal vetenskapliga sällskap. Hon tilldelades Liebigmedaljen - som första, och hittills (till och med 2018) enda, kvinna - av Gesellschaft Deutscher Chemiker 1931 och Scheelemedaljen av Kemiska sällskapet 1934.
År 1960 avled maken Walter Noddack och Ida började trappa ner på arbetet. År 1968, vid 72 års ålder, gick hon i pension och flyttade till Bad Neuenahr, där hon avled tio år senare.